# APSBF Asia Pacific Open Snooker Championship
APBSF Asia Pacific Open Snooker Championship – turniej snookera organizowany przez Asia Pacific Snooker & Billiards Federation (APSBF). To jedne z najważniejszych kontynentalnych i regionalnych mistrzostw dla amatorów. Od 2012 roku stanowią one również turniej kwalifikacyjny do rozgrywek zawodowych. Do 2020 roku turniej nazywał się Oceania Championship, a jego organizatorem była Oceania Billiards & Snooker Federation (OBSF).

## Historia
Zapisy sięgają 1994 r., ale nie są kompletne.
W turnieju mogą brać udział tylko zawodnicy, którzy obecnie nie biorą udziału w World Snooker Tour. Poprzez ten turniej możliwa jest również kwalifikacja do Mistrzostw świata amatorów IBSF. Od 2012 roku mistrz Azji i Pacyfiku automatycznie kwalifikuje się także na 2 sezony do zawodowego World Snooker Tour. Wcześniej, w 2006 roku, Dene O'Kane otrzymał już miejsce w tourze dzięki swojemu tytułowi, a w 2008 roku Chris McBreen, który zajął drugie miejsce za Glenem Wilkinsonem, który zdecydował się nie brać udziału w rozgrywkach zawodowych.
Do 2020 roku organizatorem była Oceania Billiards & Snooker Federation, a zawody nosiły nazwę Oceania Championship. Ze względu na ekspansję na Azję, zmieniono nazwę na Asia Pacific Snooker & Billiards Federation. W 2021 turniej został odwołany z powodu pandemii COVID-19, ale powrócił w 2022 roku jako Asia Pacific Open Snooker Championship.

## Zwycięzcy
| Rok                            | Miejsce                            | Zwycięzca                          | Wynik                              | Finalista                          | Półfinaliści                       |
| Oceania Championship           | Oceania Championship               | Oceania Championship               | Oceania Championship               | Oceania Championship               | Oceania Championship               |
| ------------------------------ | ---------------------------------- | ---------------------------------- | ---------------------------------- | ---------------------------------- | ---------------------------------- |
| 1994                           | Pukekohe                           | Steve Robertson                    | 5-2                                | Les Higgins                        | Jim Bonner Roy Young               |
| 1995                           | Gosford                            | Les Higgins                        | 6-4                                | Stuart Lawler                      | Gary Gillard Nick Vasic            |
| 1996                           | Taupō                              | Steve Robertson                    | 5-4                                | Shawn Budd                         | Richard Muhlauer Daniel Haenga     |
| 1997                           | Papua-Nowa Gwinea                  | Shawn Budd                         | 6-3                                | Craig Duffy                        | Stuart Lawler Johl Younger         |
| 1998                           | Melbourne                          | Steve Mifsud                       | 8-5                                | Shawn Budd                         | Johl Younger Stuart Lawler         |
| 1999                           | brak danych                        | brak danych                        | brak danych                        | brak danych                        | brak danych                        |
| 2000                           | Nowa Zelandia                      | Neil Robertson                     | 8-1                                | Robby Foldvari                     | Chris McBreen Johl Younger         |
| 2001                           | Sydney                             | Johl Younger                       | 5-3                                | Glen Wilkinson                     | Shawn Budd Roger Farebrother       |
| 2002                           | Australia                          | Ian Barber                         | 3-1                                | Alastair Davidson                  | James Mifsud Steve Robertson       |
| 2003                           | Australia                          | Aaron Mahoney                      | brak danych                        | Johl Younger                       | brak danych                        |
| 2004                           | Fidżi                              | Shawn Budd                         | brak danych                        | Aaron Mahoney                      | brak danych                        |
| 2005                           | Albury                             | Dene O’Kane                        | brak danych                        | Glen Wilkinson                     | brak danych                        |
| 2006                           | Auckland                           | Dene O’Kane                        | 6-5                                | Aaron Mahoney                      | Adrian Ridley Alastair Davidson    |
| 2007                           | Brisbane                           | Dene O’Kane                        | 6-5                                | Daniel Haenga                      | Glen Wilkinson Paul Balzer         |
| 2008                           | Tweed Heads                        | Glen Wilkinson                     | 6-4                                | Chris McBreen                      | Vinnie Calabrese Danik Lucas       |
| 2009                           | Port Moresby                       | Glen Wilkinson                     | 6-1                                | Daniel Thorp                       | James Mifsud Vinnie Calabrese      |
| 2010                           | Sydney                             | Shawn Budd                         | 6-2                                | Glen Wilkinson                     | Paul Balzer Chris McBreen          |
| 2011                           | Auckland                           | Joe Minici                         | 6-4                                | Steve Mifsud                       | Gary Gillard Shannon Swain         |
| 2012                           | Melbourne                          | Ben Judge                          | 6-2                                | James Mifsud                       | Shawn Budd Adrian Ridley           |
| 2013                           | Port Moresby                       | Vinnie Calabrese                   | 6-5                                | Matthew Bolton                     | Ryan Thomerson Steve Mifsud        |
| 2014                           | Albury                             | Steve Mifsud                       | 6-2                                | Charlie Chafe                      | Matthew Bolton Adrian Ridley       |
| 2015                           | Auckland                           | Vinnie Calabrese                   | 6-3                                | Matthew Bolton                     | Ben Judge Ryan Thomerson           |
| 2016                           | Sydney                             | Kurt Dunham                        | 6-5                                | Steve Mifsud                       | Adrian Ridley Peter McCullagh      |
| 2017                           | Albury                             | Matthew Bolton                     | 6-3                                | Ben Judge                          | Steve Mifsud Peter McCullagh       |
| 2018                           | Sydney                             | Adrian Ridley                      | 6-4                                | Dennis Paul                        | Joe Minici Tyson Crinis            |
| 2019                           | Sydney                             | Steve Mifsud                       | 6-4                                | Kurt Dunham                        | Alan McCarthy Joe Minici           |
| 2020                           | Sydney                             | Cale Barrett                       | 6-4                                | Shaun Dalitz                       | Joe Minici Ryan Thomerson          |
| Asia Pacific Open Championship |                                    |                                    |                                    |                                    |                                    |
| 2021                           | nie rozgrywano (Pandemia COVID-19) | nie rozgrywano (Pandemia COVID-19) | nie rozgrywano (Pandemia COVID-19) | nie rozgrywano (Pandemia COVID-19) | nie rozgrywano (Pandemia COVID-19) |
| 2022                           | Sydney                             | Ryan Thomerson                     | 6-1                                | Justin Sajich                      | Glen Wilkinson Adam Waller         |
| 2023                           | Auckland                           | Liu Hongyu                         | 6-1                                | Wang Yuchen                        | Fung Kwok Wai Chang Yu Kiu         |
| 2024                           | Sydney                             | Lei Peifan                         | 6-5                                | Vinnie Calabrese                   | Wan Nansen Sin Man Shaun Dalitz    |
| 2025                           | Albury                             | Chang Bingyu                       | 6-1                                | Ryan Thomerson                     | Chau Hon Man Vinnie Calabrese      |